# Woodie Fryman
Woodrow Thompson Fryman (12 tháng 4 năm 1940 – 4 tháng 2 năm 2011) là một cầu thủ giao bóng thi đấu tại Major League Baseball. Ông từng hai lần có mặt trong đội hình của National League All-Star và là bản hợp đồng giữa mùa quan trọng góp phần vào chức vô địch American League Championship Series 1972 của Detroit Tigers.

## Pittsburgh Pirates
Năm 25 tuổi (1965) Fryman ký hợp đồng với Pittsburgh Pirates. Ông ra mắt với tư cách tay ném dự bị cho Pirates vào năm 1966. Tuy vậy sau này ông bắt đầu được huấn luyện viên sử dụng nhiều hơn trong vai trò tay ném xuất phát. Ông đạt thành tích 12 thắng 9 thua, với tỉ lệ earned run average là 3.81 trong mùa giải đầu tiên, trong đó có ba trận shutout liên tiếp lần lượt trước Philadelphia Phillies, New York Mets và Chicago Cubs. Trận shutout trước Mets là một trận đấu gần như hoàn hảo khi Ron Hunt của Mets ghi điểm single trong hiệp 1, tuy nhiên không thành công trong nỗ lực steal chốt 2. Fryman loại cả 26 batter tiếp theo của Mets và không cho bất cứ batter nào có cơ hội trở thành baserunner.
Thành tích của ông giảm xuống còn 3 thắng-8 thua (4.05 ERA) vào mùa giải 1967. Mùa giải sau đó ông cùng với các đồng đội Bill Laxton, Don Money và Harold Clem ký hợp đồng với Philadelphia Phillies để thay thế cho Jim Bunning, người chuyển sang Pirates theo chiều ngược lại.

## Philadelphia Phillies
Sau trận đấu với San Francisco Giants vào ngày 18 tháng 6, Fryman đạt thành tích 10 thắng-5 thua với 1.61 ERA, trở thành đại diện duy nhất của Phillies tại 1968 All-Star Game. Tuy vậy các kết quả không thuyết phục sau đó khiến ông kết thúc mùa giải với thành tích 12-14 và 2.78 ERA.
Fryman là tay ném được ưu tiên xuất phát ở hai mùa giải đầu tiên cùng Philadelphia, nhưng sau đó bắt đầu được sử dụng làm tay ném dự phòng trong mùa giải 1970 và 1971. Vào năm 1972, Fryman chỉ đạt thành tích 4-10 và 4.36 ERA và Phillies quyết định giải phóng hợp đồng với ông vào cuối tháng 7.

## Detroit Tigers
Detroit Tigers ký hợp đồng với Fryman vào tháng 8 năm 1972 trong giai đoạn đang cạnh tranh với Boston Red Sox cho vị trí số một American League East. Fryman cứu vãn thành công mùa giải của mình trong màu áo Tigers. Ông sở hữu thành tích 9 thắng-3 thua (2.21 ERA) trước chuỗi 3 trận gặp Red Sox tại Detroit (Tigers lúc này đang kém 0.5 trận trên bảng xếp hạng so với Red Sox). Huấn luyện viên Billy Martin giao trọng trách ném bóng cho Mickey Lolich trong trận thứ nhất. Lolich ném cả trận và giúp Tigers vượt lên 0.5 trận so với Red Sox. Ở trận thứ hai Fryman là tay ném được tin dùng.
Red Sox ghi điểm unearned run trong hiệp một, và giữ lợi thế 1-0 cho tới khi Tigers có được run đầu tiên ở hiệp thứ 6. Họ có thêm 2 run nữa trong hiệp 7. Trong khi đó Fryman hoàn thành khá tốt nhiệm vụ của mình khi chỉ để đối phương có hit thành công kể từ hiệp hai. Mặc dù để đối phương có một điểm single ở hiệp 8, ông vẫn loại thành công hai tay đập tiếp theo trước khi nhường quyền ném bóng cho Chuck Seelbach. Seelbach strike out hai trong số bốn tay đập trong hiệp 9, qua đó giúp Detroit hạ Red Sox 3-1 và giành chức vô địch AL East.
Tỉ lệ thắng .769 của Fryman thuộc hàng top tại American League 1972, trong khi đó số điểm ERA+ 154 của ông là một trong những số điểm cao nhất lịch sử Detroit.

### ALCS 1972
Tigers thua 3-2 trong trận ALCS đầu tiên với Oakland Athletics trong 11 hiệp đấu. Fryman ra sân từ đầu trong trận ALCS thứ hai. Ông rời trận đấu trong hiệp 5 trong tình cảnh đội nhà bị dẫn 1-0 và cả 3 chốt đều có runner. Tay ném thay thế để cả ba runner ghi điểm giúp Athletics thắng 5-0, đồng thời đưa tỉ số loạt ALCS lên 2-0.
Detroit gỡ hòa bằng hai trận thắng tại Sân vận động Tiger để đưa loạt ALCS tới trận thứ 5 quyết định. Fryman là tay ném được chọn. Fryman ném khá tốt dù để đối phương có 2 run và 4 hit trong 8 hiệp. Một run được ghi bởi cú steal home của Reggie Jackson, trong khi điểm còn lại là unearned run do lỗi của Dick McAuliffe trong hiệp 4. Tuy nhiên các tay ném Blue Moon Odom và Vida Blue của Oakland còn làm tốt hơn với chỉ một unearned run, qua đó đưa Athletics dự World Series 1972.

## Montreal Expos
Fryman có thêm hai mùa giải nữa cùng Tigers trước khi chuyển tới Montreal Expos theo diện trao đổi với Terry Humphrey và Tom Walker vào tháng 12 năm 1974.
Fryman thắng 8-thua 6 với 3.74 ERA và có suất trong trận đấu của các ngôi sao MLB 1976. Ông vẫn là đại diện duy nhất của đội và không tham gia thi đấu trong trận này. Ông là Cầu thủ Expos xuất sắc nhất năm 1976.

## Cincinnati Reds
Fryman và Dale Murray được chuyển tới Cincinnati Reds để thay cho Tony Pérez và Will McEnaney ngày 16 tháng 12, 1976. Ông và Sparky Anderson, huấn luyện viên của Reds, có sự bất đồng quan điểm. Ông tuyên bố giải nghệ và giữa mùa giải 1977 sau thành tích 5 thắng/5 thua. Sau khi kết thúc mùa, ông quay trở lại và cùng với Bill Caudill chuyển tới Chicago Cubs thay thế cho Bill Bonham.

## Trở lại Montreal
Fryman chỉ có 13 lần ra sân, đạt thành tích 2-4 và 5.17 ERA cho Cubs trước khi ông ký hợp đồng với Montreal Expos giữa mùa 1978. Bước sang tuổi 39 vào đầu mùa 1979, Fryman được huấn luyện viên Dick Williams giao nhiệm vụ làm relief pitcher. Tại National League Division Series 1981 gặp Philadelphia Phillies, ông ném 11⁄3 hiệp, để đối hương có 1 earned run. Tại National League Championship Series 1981, ông để Los Angeles Dodgers có tới 4 earned run chỉ trong một hiệp.
Fryman có 24 thắng-17 thua, 46 save và 2.73 ERA trong vai trò full-time reliever trước khi mùa giải 1983 khởi tranh. Ông có một lần ra sân vào tháng 4 trước khi gia nhập danh sách cầu thủ chấn thương. Ông trở lại câu lạc bộ vào tháng 7, tuy nhiên sau chuỗi phong độ tệ hại (0-3 với 21.00 ERA), ông giải nghệ.

## Dữ liệu cá nhân
| W   | L   | PCT  | ERA  | G   | GS  | CG | SHO | SV | IP     | H    | ER   | R    | HR  | BB  | K    | WP | HBP | Fld% |
| 141 | 155 | .476 | 3.77 | 625 | 322 | 68 | 27  | 58 | 2411.1 | 2367 | 1010 | 1136 | 187 | 890 | 1587 | 68 | 68  | .988 |